# خاتم (اسم)
خاتم هو اسم علم مذكر من أصل عربي، ومعناه هو تاؤه تفتح وتكسر وهو حلي الأصابع أوالمهر أو ما يختم به، والخاتم عاقبة كل شيء ونهايته.

## وصلات خارجية
- موسوعة السلطان قابوس لأسماء العرب نسخة محفوظة 5 أبريل 2019 على موقع واي باك مشين.